# 柴田嶺
柴田 嶺（しばた りょう、1987年2月24日 - ）は、日本の元フィギュアスケート選手（ペア、男子シングル）。2004年ISUジュニアグランプリ ハルギタ杯、2005年ISUジュニアグランプリ アンドラ杯優勝。ペア転向時のパートナーは高橋成美。

## 人物
イリーナ・スルツカヤのビールマンスピンに憧れ、（男子としては珍しく）ビールマンスピンを習得。衣装や髪型など、見せることにも強い意識を持つ。コンビネーションのセカンドジャンプに3回転ループをつけることができたほか、3回転アクセルは2007年の練習中に成功をおさめていた。

## 経歴
小学5年生のとき、テレビで長野オリンピックを見たことがきっかけでフィギュアスケートを始める。高校卒業までは釧路の須貝麻里子に師事し、2002年に全日本ジュニア選手権優勝、同年の全日本選手権では5位に入った。翌2003-2004シーズンは不振に陥り、2004-2005シーズンには日本スケート連盟の特別強化指定を外れたためISUジュニアグランプリには自費参加となったが、ハルギタ杯で優勝しJGPファイナルに進出。翌シーズンのジュニアグランプリアンドラ杯で2度目の優勝を果たした。
明治大学進学とともに上京し、中学2年生から振り付けを依頼していた川越正大の指導を受けるようになったが、シニアクラスでは表彰台に立つことがなく2007-2008シーズンを最後に国際舞台からも遠ざかった。
2010年1月に競技から引退。故郷釧路で開催された冬季国民体育大会が最後の競技会となった。プロ転向を表明している。
2013年末〜2015年3月にヨーロッパ各地を巡演する最大級のアイスショー「ホリデー・オン・アイス」、2015年7月〜9月にイギリス・ブラックプールプレジャービーチで開催されたロングラン公演「ホット・アイス・ショー」に出演。海外をメインにプロスケーターとしてのキャリアを築く。
2016年5月18日、高橋成美とのペアを結成し、競技に復帰することが発表された。
2018年7月12日、自らのインスタグラムで競技引退を発表した。
2022年7月、9月から開催される浅田真央アイスショー「BEYOND」への参加が発表された。

## 主な戦績

### ペア
| 大会/年            | 2016-17 | 2017-18 |
| ------------------ | ------- | ------- |
| 全日本選手権       | 4       | 2       |
| アジア冬季大会     | 6       |         |
| アジアフィギュア杯 |         | 3       |

#### 詳細
| 2017-2018 シーズン |                                  |         |         |          |
| 開催日             | 大会名                           | SP      | FS      | 結果     |
| 2017年8月2日 - 5日 | 2017年アジアフィギュア杯（香港） | 2 42.78 | 2 89.56 | 3 132.34 |

| 2016-2017 シーズン    |                                              |         |         |          |
| 開催日                | 大会名                                       | SP      | FS      | 結果     |
| 2017年2月23日 - 25日  | 2017年アジア冬季競技大会（札幌）             | 5 48.78 | 6 81.75 | 6 130.53 |
| 2016年12月22日 - 25日 | 第85回全日本フィギュアスケート選手権（門真） | 4 43.25 | 4 79.13 | 4 122.38 |

### 男子シングル
| 大会/年                   | 2002-03 | 2003-04 | 2004-05 | 2005-06 | 2006-07 | 2007-08 | 2008-09 | 2009-10 |
| ------------------------- | ------- | ------- | ------- | ------- | ------- | ------- | ------- | ------- |
| 全日本選手権              | 5       |         |         | 11      | 7       | 8       | 16      | 15      |
| GP中国杯                  |         |         |         |         | 10      | 12      |         |         |
| GPロシア杯                |         |         |         |         | 12      |         |         |         |
| エイゴンチャレンジ杯      |         |         |         |         |         | 5       |         |         |
| 世界Jr.選手権             | 12      |         |         | 12      |         |         |         |         |
| 全日本Jr.選手権           | 1       | 棄権    | 6       | 3       |         |         |         |         |
| JGPファイナル             |         |         | 4       | 7       |         |         |         |         |
| JGPクロアチア杯           |         |         |         | 3       |         |         |         |         |
| JGPアンドラ杯             |         |         |         | 1       |         |         |         |         |
| JGPハルギタ杯             |         |         | 1       |         |         |         |         |         |
| JGPクールシュベル         |         |         | 4       |         |         |         |         |         |
| JGPチェコスケート         |         | 14      |         |         |         |         |         |         |
| JGPトラパネーゼ杯         | 12      |         |         |         |         |         |         |         |
| JGPベオグラード・スパロー | 4       |         |         |         |         |         |         |         |

#### 詳細
| 2009-2010 シーズン  |                                              |          |           |           |
| 開催日              | 大会名                                       | SP       | FS        | 結果      |
| 2009年12月25日-26日 | 第78回全日本フィギュアスケート選手権（門真） | 11 60.40 | 17 101.09 | 15 161.49 |

| 2008-2009 シーズン  |                                              |          |          |           |
| 開催日              | 大会名                                       | SP       | FS       | 結果      |
| 2008年12月25日-27日 | 第77回全日本フィギュアスケート選手権（長野） | 13 53.80 | 17 87.58 | 16 141.38 |

| 2007-2008 シーズン  |                                              |          |          |           |
| 開催日              | 大会名                                       | SP       | FS       | 結果      |
| 2008年3月6日-9日    | 2008年エイゴンチャレンジ杯（ハーグ）         | 8 53.70  | 5 115.10 | 5 168.80  |
| 2007年12月26日-28日 | 第76回全日本フィギュアスケート選手権（大阪） | 11 50.00 | 7 117.93 | 8 167.93  |
| 2007年11月7日-11日  | ISUグランプリシリーズ 中国杯（ハルビン）     | 12 48.70 | 12 85.49 | 12 134.19 |

| 2006-2007 シーズン  |                                                |          |           |           |
| 開催日              | 大会名                                         | SP       | FS        | 結果      |
| 2006年12月27日-29日 | 第75回全日本フィギュアスケート選手権（名古屋） | 11 54.35 | 8 122.99  | 7 177.34  |
| 2006年11月24日-26日 | ISUグランプリシリーズ ロシア杯（モスクワ）     | 12 49.32 | 10 109.11 | 10 158.43 |
| 2006年11月9日-12日  | ISUグランプリシリーズ 中国杯（南京）           | 8 57.40  | 10 96.23  | 10 153.63 |

| 2005-2006 シーズン  |                                                            |          |          |          |           |
| 開催日              | 大会名                                                     | 予選     | SP       | FS       | 結果      |
| 2006年3月6日-12日   | 2006年世界ジュニアフィギュアスケート選手権（リュブリャナ） | 5 106.20 | 9 55.08  | 15 95.93 | 12 151.01 |
| 2005年12月23日-25日 | 第74回全日本フィギュアスケート選手権（東京）               | -        | 11 53.15 | 9 108.20 | 11 161.35 |
| 2005年12月10日-11日 | 第74回全日本フィギュアスケートジュニア選手権（長野）       | -        | 3 56.75  | 3 112.50 | 3 169.25  |
| 2005年11月24日-27日 | 2005/2006 ISUジュニアグランプリファイナル（オストラヴァ）  | -        | 6 53.20  | 8 97.91  | 7 151.11  |
| 2005年10月6日-9日   | ISUジュニアグランプリ クロアチア杯（ザグレブ）             | -        | 1 58.00  | 3 107.65 | 3 165.65  |
| 2005年9月7日-11日   | ISUジュニアグランプリ アンドラ杯（カニーリョ）             | -        | 3 53.73  | 1 116.64 | 1 170.37  |

| 2004-2005 シーズン  |                                                          |         |          |          |
| 開催日              | 大会名                                                   | SP      | FS       | 結果     |
| 2004年12月2日-5日   | 2004/2005 ISUジュニアグランプリファイナル（ヘルシンキ）  | 3 57.62 | 4 107.92 | 4 165.54 |
| 2004年11月20日-21日 | 第73回全日本フィギュアスケートジュニア選手権（大阪）     | 5 54.67 | 7 101.12 | 6 155.79 |
| 2004年10月12日-17日 | ISUジュニアグランプリ ハルギタ杯（ミエルクレア＝チュク） | 2 56.36 | 1 116.45 | 1 172.81 |
| 2004年8月26日-28日  | ISUジュニアグランプリ クールシュベル（クールシュベル）   | 4 51.22 | 4 98.27  | 4 149.49 |

| 2003-2004 シーズン     |                                                      |    |    |      |
| 開催日                 | 大会名                                               | SP | FS | 結果 |
| 2003年10月31日-11月3日 | ISUジュニアグランプリ チェコスケート（オストラヴァ） | 9  | 15 | 14   |

| 2002-2003 シーズン     |                                                              |      |    |    |      |
| 開催日                 | 大会名                                                       | 予選 | SP | FS | 結果 |
| 2003年2月24日-3月2日   | 2003年世界ジュニアフィギュアスケート選手権（オストラヴァ）   | 5    | 12 | 12 | 12   |
| 2002年11月23日-24日    | 第71回全日本フィギュアスケートジュニア選手権（名古屋）       | -    | 1  | 2  | 1    |
| 2002年10月31日-11月3日 | ISUジュニアグランプリ トラパネーゼ杯（ミラノ）               | -    | 4  | 16 | 12   |
| 2002年9月12日-14日     | ISUジュニアグランプリ ベオグラード・スパロー（ベオグラード） | -    | 2  | 5  | 4    |

| 2001-2002 シーズン  |                                                      |    |    |      |
| 開催日              | 大会名                                               | SP | FS | 結果 |
| 2001年11月23日-24日 | 第70回全日本フィギュアスケートジュニア選手権（東京） | 5  | 7  | 6    |

## プログラム
ペア
| シーズン  | SP                                                         | FS                                                                                       |
| --------- | ---------------------------------------------------------- | ---------------------------------------------------------------------------------------- |
| 2017-2018 | A Moment to Remember 作曲：大島ミチル 振付：マリナ・ズエワ | 映画『ニュー・シネマ・パラダイス』より 作曲：エンニオ・モリコーネ 振付：マッシモ・スカリ |
| 2016-2017 | タイスの瞑想曲 作曲：ジュール・マスネ                      | 歌劇『トゥーランドット』より 作曲：ジャコモ・プッチーニ                                  |

シングル
| シーズン  | SP | FS                                                                 | EX                                                                                   |
| --------- | --- | ------------------------------------------------------------------ | ------------------------------------------------------------------------------------ |
| 2008-2009 | ロミオとジュリエット 作曲：セルゲイ・プロコフィエフ 振付：アストリッド・シュラブ死の舞踏 作曲：カミーユ・サン＝サーンス | 火の鳥 作曲：イーゴリ・ストラヴィンスキー 振付：川越正大、佐藤紀子 | オペラ座の怪人 作曲：アンドリュー・ロイド・ウェバー 振付：川越正大                   |
| 2007-2008 | 死の舞踏 作曲：カミーユ・サン＝サーンス 振付：川越正大                                                                  | 幻想即興曲 作曲：フレデリック・ショパン 振付：川越正大             | ティアーズ・イン・ヘヴン ボーカル：エリック・クラプトン 振付：川越正大               |
| 2006-2007 | ハナの瞳 作曲：マクシム・ムルヴィツァ 振付：川越正大                                                                    | アディオス・ノニーノ 作曲：アストル・ピアソラ 振付：川越正大       | ティアーズ・イン・ヘヴン ボーカル：エリック・クラプトン 振付：川越正大アヴェ・マリア |
| 2005-2006 | ブラックオパール 振付：川越正大                                                                                         | マラゲーニャ 演奏：エルネスト・レクオーナ 振付：川越正大           | ストレイ・キャット・ストラット 作曲：ブライアン・セッツァー 振付：川越正大           |
| 2004-2005 | レジェンド・オブ・フォール 作曲：ジェームズ・ホーナー                                                                   | マラゲーニャ 演奏：エルネスト・レクオーナ 振付：川越正大           | プレイヤー                                                                           |
| 2003-2004 | テンペスト 『レッド・バイオリン』より 作曲：フリッツ・クライスラー、演奏：川井郁子                                      | ピアノ協奏曲第1番 ピアノ協奏曲第2番 作曲：セルゲイ・ラフマニノフ   | プレイヤー                                                                           |